# 6466 Drewesquivel
6466 Drewesquivel este o planetă minoră (asteroid), cu un diametru de 5,418 km, din centura de asteroizi. A fost descoperită pe 25 iunie 1979 la Observatorul Siding Spring de Eleanor F. Helin. 
Obiectul prezintă o orbită caracterizată de o semiaxă mare de 2,5597283 UAi, o excentricitate de 0,12, o înclinație de 13,77043 ° în raport cu ecliptica.